# ویلهیالمور اینارشون
ویلهیالمور اینارشون (ایسلندی: Vilhjálmur Einarsson; ۵ ژوئن ۱۹۳۴ – ۲۸ دسامبر ۲۰۱۹) ورزشکار پرش سه‌گام اهل ایسلند بود.